# ماکسیمیلیان دوم، امپراتور مقدس روم
ماکسیمیلیان دوم (به آلمانی: Maximilian II) یا میکشا (به مجاری: Miksa)(زادهٔ ۳۱ ژوئیهٔ ۱۵۲۷- مرگ ۱۲ اکتبر ۱۵۷۶) از سال ۱۵۶۴ تا زمان مرگش در سال ۱۵۷۶ امپراتور مقدس روم بود. او که از اعضای خاندان هابسبورگ اتریش بود، در ۱۴ مه ۱۵۶۲ به عنوان پادشاه بوهم در پراگ تاجگذاری کرد و در ۲۴ نوامبر ۱۵۶۲، به عنوان پادشاه آلمان انتخاب شد (پادشاه رومن‌ها). در ۸ سپتامبر ۱۵۶۳ به عنوان پادشاه مجارستان و کرواسی در پرسبورگ پایتخت مجارستان (پوسونی در مجارستان؛ اکنون براتیسلاوا، اسلواکی) تاجگذاری کرد. در ۲۵ ژوئیه ۱۵۶۴ او جانشین پدرش فردیناند یکم به عنوان فرمانروای امپراتوری مقدس روم شد.
او در وین زاده شد و پسر بود. در اسپانیا تحصیل نمود و در لشکرکشی عمویش کارل پنجم بر ضد فرانسوای یکم، پادشاه فرانسه در ۱۵۴۴ میلادی همراهش بود.
وی در روزگار پادشاهی‌اش در برابر درگیری میان کلیسای کاتولیک و پروتستانیسم رویهٔ بی‌طرفانه‌ای پیش‌گرفت و کوشید در امپراتوری آشتی را برقرار سازد.

### عنوان‌های سلطنتی
| ماکسیمیلیان دوم، امپراتور مقدس رومخاندان هابسبورگزادهٔ: ۳۱ ژوئیه ۱۵۲۷ درگذشتهٔ: ۱۲ اکتبر ۱۵۷۶ |                                                                              |                 |
| عنوان سلطنتی                                                                                |                                                                              |                 |
| پیشین: فردیناند یکم                                                                         | پادشاه رومن‌ها پادشاه آلمان پادشاه بوهم ۱۵۶۲–۱۵۷۶ با فردیناند یکم (۱۵۶۲–۱۵۶۴) | پسین: رودلف دوم |
| پیشین: فردیناند یکم                                                                         | پادشاه مجارستان و کرواسی ۱۵۶۳–۱۵۷۶ با فردیناند یکم (۱۵۶۳–۱۵۶۴)               | پسین: رودلف دوم |
| پیشین: فردیناند یکم                                                                         | امپراتور مقدس روم آرشیدوک اتریش ۱۵۶۴–1576                                    | پسین: رودلف دوم |